# Mistra
Denna artikel handlar om forskningsstiftelsen Mistra. För den grekiska staden se Mystras.

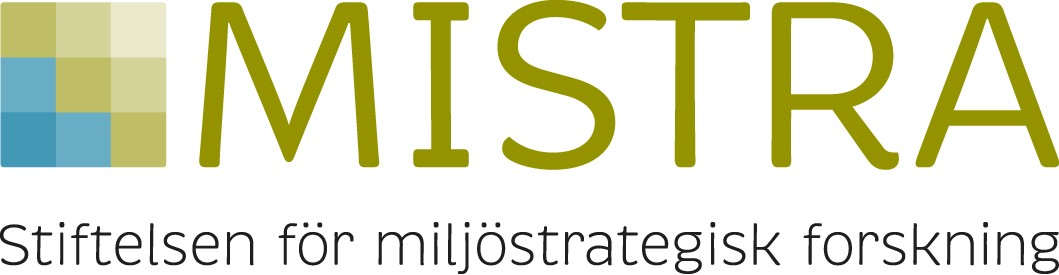

Stiftelsen för miljöstrategisk forskning, Mistra, är en svensk forskningsstiftelse. Det är en av de forskningsstiftelser som bildades av de avskaffade löntagarfonderna. Mistra stödjer forskning inom hållbar utveckling och investerar årligen omkring 200 miljoner kronor för forskning.

## Mistras uppdrag
Forskning från Mistra ska leda till en god livsmiljö och främja utvecklingen av starka forskningsmiljöer med betydelse för Sveriges framtida konkurrenskraft. Målet är att investeringarna ska bidra till att företag, offentliga aktörer och andra användare utvecklar nya produkter, tjänster och arbetsmetoder för att möta samhällets miljöutmaningar.

## Mistras arbetssätt
En viktig utgångspunkt för Mistra är att forskningen bedrivs i samverkan som bygger broar, dels mellan olika vetenskapliga discipliner, dels mellan forskning och olika användare. Mistra ställer höga krav på de program man finansierar. Mistra följer programmen aktivt hela vägen och stödjer programmens styrelser för att säkerställa att målen nås. Mistras ambition är att vara en tillräckligt flexibel finansiär för att alla program ska kunna hitta den bästa lösningen för att nå sina mål.

## Långsiktiga program nära användare
Mistra finansierar löpande mellan 12 och 15 forskningsprogram och centra. Programmen löper vanligtvis på åtta år (i två faser om fyra år med utvärdering efter fas 1). Forskningen sker vid universitet, högskolor, forskningsinstitut och företag i Sverige och i vissa fall i utlandet. Ett flertal stora och små företag och organisationer är kopplade till Mistras forskning. Några exempel är SCA, Volvo, AstraZeneca, H&M, Stora, Stena Metall och Myrorna. 